# Tlacopan
Ne doit pas être confondu avec Tacloban.

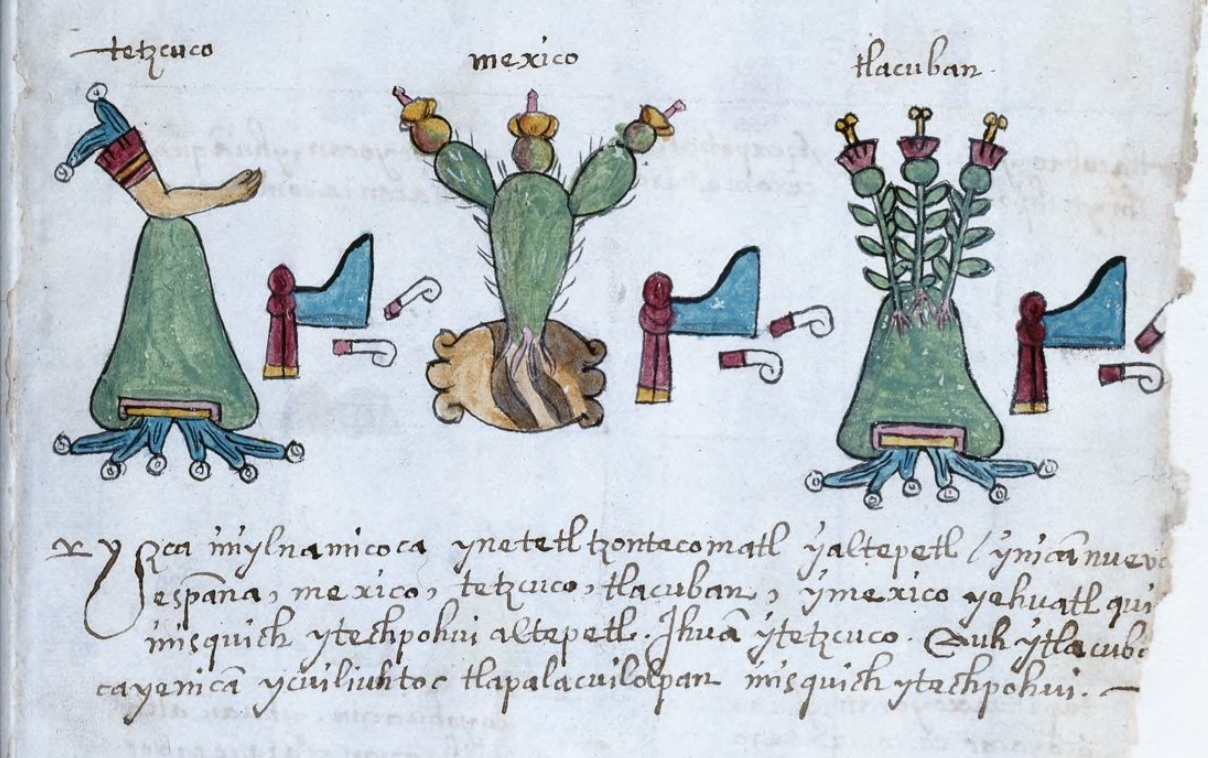
Représentation de la triple alliance aztèque dans le codex Osuna.

Tlacopan, aujourd'hui nommée Tacuba (forme hispanisée du nom nahuatl), était un altepetl (sorte de cité-État) du Mexique fondée pendant la période préhispanique par Tlacomatzin sur la rive ouest du lac Texcoco. 

## Histoire
Tlacopan formait un petit royaume tépanèque vassal de la ville proche d'Azcapotzalco mais elle s'allia à Tenochtitlan et Texcoco dans leur conquête de cette puissante cité. Le dirigeant de Tlacopan, Totoquihuaztli, prit ensuite le titre de « Tepaneca tecuhtli » qui signifie seigneur des Tépanèques en nahuatl.
Elle devint donc l'allié du peuple aztèque en étant membre avec les villes de Texcoco et Tenochtitlan de la Triple alliance aztèque. Elle participa politiquement et militairement aux conquêtes qui édifièrent l'empire aztèque et devint ainsi une de ses capitales (« huey altepetl »). Elle était la troisième cité en importance de l'Etat aztèque mais recevait seulement un cinquième des tributs que recevaient les trois villes de leurs conquêtes.
Cette alliance, qui dominait largement la Mésoamérique au XVIe siècle, prit fin en 1521 lors de la conquête du Mexique par des Espagnols menés par Cortés et leurs alliés amérindiens au nombre d'un million.
C'est par la chaussée de Tlacopan que Cortés s'enfuit de Mexico au cours de la Noche Triste.